# エルネスト・ヌアマ
エルネスト・ヌアマ・アッピア（Ernest Nuamah Appiah, 2003年11月1日 - ）は、ガーナのアシャンティ州クマシ出身のサッカー選手。リーグ・アンのオリンピック・リヨン所属。ポジションはフォワード。ガーナ代表。

## クラブ経歴
2022年1月にFCノアシェランのアカデミーへ移籍し、2ヶ月後にトップチームへと昇格した。自身初のフルシーズンを戦った2022-23シーズンは、リーグ戦30試合で12得点を挙げ、スーペルリーガの年間最優秀選手賞を受賞した。
2023年8月30日、ベルギーのRWDモレンベークへ移籍し、2023-24シーズンは提携クラブであるオリンピック・リヨンへレンタル移籍されることが決定した。

## 代表経歴
2023年6月18日、アフリカネイションズカップ2023の予選として行われたマダガスカル代表戦にて、62分にカマルディーン・スレマナとの途中交代でガーナ代表デビューを飾った。

## タイトル

### 個人
- デンマーク・スーペルリーガ年間最優秀選手賞 : 1回 (2022-23)
- デンマーク・スーペルリーガ年間最優秀若手選手賞 : 1回 (2022-23)